# Kishori
Kishori ist ein Dorf bei Mudhol im Distrikt Bagalkot, Karnataka, Indien. Es liegt in 15 km Entfernung von Mudhol, dem Hauptort des gleichnamigen Taluks (Sub-Distrikts), und 55 km Entfernung des zuständigen Verwaltungssitzes Bagalkot.
Laut der Volkszählung von 2011 beträgt die Gesamtfläche des Ortes 617,26 Hektar bei 635 Einwohnern, die sich auf 147 Haushalte verteilen.